# All Falls Down
"All Falls Down" é uma canção do DJ e produtor norueguês Alan Walker, gravada para o seu primeiro álbum de estúdio Different World. Conta com a participação da cantora norte-americana Noah Cyrus e do DJ e produtor britânico Digital Farm Animals. O seu lançamento ocorreu a 27 de outubro de 2017, através da Mer Musikk e Ultra Music.

## Faixas e formatos
| Descarga digital |                                                                            |         |  |
| N.º              | Título                                                                     | Duração |  |
| 1.               | "All Falls Down" (com a participação de Noah Cyrus e Digital Farm Animals) | 3:19    |  |

## Créditos
A canção apresenta os seguintes créditos:
- Alan Walker – composição, produção, engenharia de áudio, programação;
- Noah Cyrus – vocais;
- Digital Farm Animals – composição, produção, programação;
- Sarah Blanchard – composição, letra;
- The Six – composição, produção, letra;
- Pablo Bowman – composição, letra, guitarra;
- Mood Melodies – composição, produção,, engenharia de áudio, vocais, guitarra, programação, engenharia de gravação, produção vocal;
- Daniel Boyle – letra, produção vocal;
- Sören von Malmborg – engenharia de mistura, engenharia de masterização;
- Chris O'Ryan – engenharia de áudio, vocais, produção vocal, co-produção;
- Carl Hovind – engenharia de áudio, programação;
- Juliander – vocais;
- Ashleigh Scotcher – vocais de apoio;
- Gunnar Greve – produção executiva;
- Kristian Kvalvaag – guitarra;
- Tommy Kristiansen – guitarra;
- Keith Parry – engenharia de gravação;
- Jenna Andrews – produção vocal;
- Alex Holmberg – produção vocal.

## Desempenho comercial

### Posições nas tabelas musicais
| Tabela musical (2017-2018)                        | Melhor posição |
| ------------------------------------------------- | -------------- |
| Alemanha - Single-Charts                          | 75             |
| Austrália - ARIA Singles Chart                    | 99             |
| Áustria - Ö3 Austria Top 40                       | 29             |
| Bélgica - Ultratop 50 (Flandres)                  | 47             |
| Bélgica - Ultratop 50 (Valónia)                   | 44             |
| Coreia do Sul - Gaon Digital Chart                | 13             |
| Espanha - PROMUSICAE                              | 63             |
| Estados Unidos - Billboard Dance Club Songs       | 1              |
| Estados Unidos - Billboard Dance/Electronic Songs | 11             |
| Finlândia - Suomen virallinen lista               | 10             |
| Hungria - Single Top 40                           | 27             |
| Irlanda - Top 100 Singles                         | 65             |
| Letônia - Latvijas Top 40                         | 24             |
| Noruega - VG-lista                                | 1              |
| Nova Zelândia - NZ Heatseekers                    | 6              |
| Países Baixos - Mega Single Top 100               | 20             |
| Países Baixos - Dutch Top 40                      | 12             |
| Polónia - Polish Airplay Top 100                  | 5              |
| Reino Unido - UK Singles Chart                    | 87             |
| Chéquia - Singles Digitál Top 100                 | 41             |
| Suécia - Sverigetopplistan                        | 4              |
| Suíça - Schweizer Hitparade                       | 29             |

### Certificações
| País    | Provedor     | Certificação |
| ------- | ------------ | ------------ |
| Canadá  | Music Canada | Ouro         |
| Espanha | PROMUSICAE   | Ouro         |
| Polónia | ZPAV         | Ouro         |
| Suécia  | GLF          | Platina      |